# Ґури-Сухе (Лодзинське воєводство)
Ґури-Сухе (пол. Góry Suche) — село в Польщі, у гміні Пшедбуж Радомщанського повіту Лодзинського воєводства.
Населення — 52 особи (2011).
У 1975-1998 роках село належало до Пйотрковського воєводства.

## Демографія
Демографічна структура станом на 31 березня 2011 року:
|          | Загалом | Допрацездатний вік | Працездатний вік | Постпрацездатний вік |
| -------- | ------- | ------------------ | ---------------- | -------------------- |
| Чоловіки | 25      | 4                  | 18               | 3                    |
| Жінки    | 27      | 8                  | 15               | 4                    |
| Разом    | 52      | 12                 | 33               | 7                    |